# Phyllophaga linharesensis
Phyllophaga linharesensis är en skalbaggsart som beskrevs av Frey 1975. Phyllophaga linharesensis ingår i släktet Phyllophaga och familjen Melolonthidae. Inga underarter finns listade i Catalogue of Life.